# جرين الحية (السدة)

تعديل مصدري - تعديل

جرين الحية محلة تابعة لقرية جرف المولد، التابعة لعزلة التويتي بمديرية السدة إحدى مديريات محافظة إب في الجمهورية اليمنية.، بلغ تعداد سكانها 22 حسب تعداد اليمن لعام 2004.